# Allín
Allín (en castellà, cooficialment en basc Allin) és un municipi de Navarra, a la comarca d'Estella Oriental, dins la merindad d'Estella. Limita al nord amb Amezkoabarren i Abartzuza, a l'eset amb Deierri i Estella, al sud amb Ayegui i a l'oest amb Igúzquiza i Metauten.

## Composició
Està format per 10 concejos:
- Amillano
- Aramendía
- Arbeiza
- Artavia
- Echávarri
- Eulz
- Galdeano
- Larrión (capital)
- Muneta
- Zubielqui

## Demografia
| Evolució demogràfica                             | Evolució demogràfica | Evolució demogràfica | Evolució demogràfica | Evolució demogràfica | Evolució demogràfica | Evolució demogràfica | Evolució demogràfica | Evolució demogràfica | Evolució demogràfica | Evolució demogràfica |
| 1996                                             | 1998                 | 1999                 | 2000                 | 2001                 | 2002                 | 2003                 | 2004                 | 2005                 | 2006                 | 2007                 |
| ------------------------------------------------ | -------------------- | -------------------- | -------------------- | -------------------- | -------------------- | -------------------- | -------------------- | -------------------- | -------------------- | -------------------- |
| 819                                              | 817                  | 850                  | 824                  | 808                  | 794                  | 784                  | 795                  | 815                  | 805                  | 816                  |
| Fonts: Allín i Institut d'Estadística de Navarra |                      |                      |                      |                      |                      |                      |                      |                      |                      |                      |